# Comté de Baxter
Pour les articles homonymes, voir Baxter.
Le comté de Baxter est un comté de l'État de l'Arkansas aux États-Unis. Au recensement de 2010, il comptait 41 513 habitants. Son chef-lieu est Mountain Home.

## Démographie
| 1880  | 1890  | 1900  | 1910   | 1920   | 1930  |
| ----- | ----- | ----- | ------ | ------ | ----- |
| 6 004 | 8 527 | 9 298 | 10 389 | 10 216 | 9 519 |

| 1940   | 1950   | 1960  | 1970   | 1980   | 1990   |
| ------ | ------ | ----- | ------ | ------ | ------ |
| 10 281 | 11 683 | 9 943 | 15 319 | 27 409 | 31 186 |

| 2000   | 2010   | - | - | - | - |
| ------ | ------ | - | - | - | - |
| 38 386 | 41 513 | - | - | - | - |